# All Saints (album de David Bowie)
Pour les articles homonymes, voir All Saints.
Albums de David Bowie
Bowie at the Beeb
(2000) Heathen
(2002)
All Saints est une compilation de David Bowie parue en 2001 chez EMI Records.

## Histoire
En 1993, David Bowie offre comme cadeau de Noël à ses amis et collaborateurs un double CD intitulé All Saints. Cette compilation rassemble des morceaux instrumentaux provenant des albums Low (1977), "Heroes" (1977), Black Tie White Noise (1993) et The Buddha of Suburbia (1993), ainsi qu'un extrait de la symphonie nº 1 de Philip Glass, inspirée par Low. Éditée à seulement 150 exemplaires, elle est devenue très recherchée par les collectionneurs.
EMI Records publie en 2001 une compilation intitulée All Saints: Collected Instrumentals 1977–1999. Elle se compose d'un unique CD qui reprend la majorité des pistes du double album privé de 1993, dans un ordre différent. South Horizon et les trois titres de Black Tie White Noise sont remplacés par Crystal Japan, une composition pour une publicité japonaise de 1980, et Brilliant Adventure, paru en 1999 sur l'album 'hours...'.

## Titres

### Version de 1993
Toutes les chansons sont écrites et composées par David Bowie, sauf mention contraire.
| 1. | Warszawa                               | David Bowie, Brian Eno               | 6:17  |
| 2. | Some Are (Symphonie nº 1 dite « Low ») | David Bowie, Brian Eno, Philip Glass | 11:17 |
| 3. | Subterraneans                          |                                      | 5:37  |
| 4. | Moss Garden                            | David Bowie, Brian Eno               | 5:03  |
| 5. | Sense of Doubt                         |                                      | 3:57  |
| 6. | Neuköln                                | David Bowie, Brian Eno               | 4:34  |
| 7. | Art Decade                             |                                      | 3:43  |
| 8. | The Mysteries                          |                                      | 7:12  |
| 9. | Ian Fish U.K. Heir                     |                                      | 6:27  |

| 1. | Abdulmajid                 | David Bowie, Brian Eno    | 3:40 |
| 2. | South Horizon              |                           | 5:20 |
| 3. | Weeping Wall               |                           | 3:25 |
| 4. | Pallas Athena              |                           | 4:40 |
| 5. | A New Career in a New Town |                           | 2:50 |
| 6. | The Wedding                |                           | 5:04 |
| 7. | V-2 Schneider              |                           | 3:10 |
| 8. | Looking for Lester         | David Bowie, Nile Rodgers | 5:36 |
| 9. | All Saints                 | David Bowie, Brian Eno    | 3:35 |

### Version de 2001
| No  | Titre                                  | Auteur                               | Durée |
| --- | -------------------------------------- | ------------------------------------ | ----- |
| 1.  | A New Career in a New Town             |                                      | 2:50  |
| 2.  | V-2 Schneider                          |                                      | 3:10  |
| 3.  | Abdulmajid                             | David Bowie, Brian Eno               | 3:40  |
| 4.  | Weeping Wall                           |                                      | 3:25  |
| 5.  | All Saints                             | David Bowie, Brian Eno               | 3:35  |
| 6.  | Art Decade                             |                                      | 3:43  |
| 7.  | Crystal Japan                          |                                      | 3:08  |
| 8.  | Brilliant Adventure                    | David Bowie, Reeves Gabrels          | 1:51  |
| 9.  | Sense of Doubt                         |                                      | 3:57  |
| 10. | Moss Garden                            | David Bowie, Brian Eno               | 5:03  |
| 11. | Neuköln                                | David Bowie, Brian Eno               | 4:34  |
| 12. | The Mysteries                          |                                      | 7:12  |
| 13. | Ian Fish U.K. Heir                     |                                      | 6:27  |
| 14. | Subterraneans                          |                                      | 5:37  |
| 15. | Warszawa                               | David Bowie, Brian Eno               | 6:17  |
| 16. | Some Are (Symphonie nº 1 dite « Low ») | David Bowie, Brian Eno, Philip Glass | 11:17 |